# NGC 1087
NGC 1087 is een balkspiraalstelsel in het sterrenbeeld Walvis. Het hemelobject werd op 9 oktober 1785 ontdekt door de Duits-Britse astronoom William Herschel.

## Synoniemen
- PGC 10496
- UGC 2245
- MCG 0-8-9
- ZWG 389.10
- KUG 0243-007
- IRAS 02438-0042